# Margaret Greenwood
Margaret Greenwood (ur. 14 marca 1959) – brytyjska polityk, członek Partii Pracy. W latach 2015–2024 roku poseł do Izby Gmin z okręgu Wirral West.

## Życiorys
Przed rozpoczęciem kariery parlamentarnej pracowała jako nauczycielka języka angielskiego w secondary school oraz prowadziła wykłady na dalszych szczeblach edukacji, w tym edukacji dla dorosłych. Publikowała profesjonalne opisy podróży, była też wydawcą internetowym.
Brała udział w kampanii na rzecz pozostania Wielkiej Brytanii w Unii Europejskiej. Była członkiem założycielem grupy Defend our NHS.
W 2015 roku została wybrana posłem do Izby Gmin z okręgu Wirral West. Uzyskała reelekcję w 2017 i 2019 roku. Nie kandydowała w wyborach parlamentarnych w 2024.